# Biblioteca José Félix de Restrepo
La Biblioteca Municipal José Félix de Restrepo es una biblioteca pública colombiana localizada en la ciudad de Envigado (Colombia). Fue creada en 1951 gracias a la Sociedad de Mejoras Públicas de ese municipio. Debe su nombre al magistrado José Félix de Restrepo, nacido en este municipio.
Se originó por el rendimiento económico producido por las primeras Fiestas del Carriel, realizadas en 1951, inaugurándose la biblioteca en ese mismo año; en un local alquilado con capacidad para 20 personas y una colección bibliográfica de escasos 600 ejemplares. Con la adquisición de más libros, fue trasladada en 1960 a un local propio, aunque diez años después fue muy pequeño para albergar toda su colección, siendo así como en 1985 fue trasladada al edificio de cinco plantas que hoy ocupa, con auditorio para 150 espectadores, hemeroteca, sala infantil, sala de circulación y préstamo, sala de referencia, etc.
El municipio, y en su representación la Sociedad de Mejoras Públicas, es el ente encargado de la administración de la Biblioteca José Félix de Restrepo.